# Rustia formosa
Rustia formosa är en måreväxtart som först beskrevs av Adelbert von Chamisso och Diederich Franz Leonhard von Schlechtendal, och fick sitt nu gällande namn av Johann Friedrich Klotzsch. Rustia formosa ingår i släktet Rustia och familjen måreväxter. Inga underarter finns listade i Catalogue of Life.